# Almåsa AK
Almåsa AK är en slalomklubb vid Almåsaberget i Offerdals socken, Krokoms kommun i västra Jämtland.
1986 arrangerade klubben Alpina-SM.
Efter 2023 så tränar slalomklubben i skidbacken i Lit efter att skidbacken i Almåsa stängde 2023.